# 菲利普·戴维森
菲利普·斯科特·戴维森（英語：Philip Scot Davidson，1960年8月24日—），退役美国海军上将，曾出任美國印太司令部司令，曾任美国海军舰队司令部及第六舰隊司令。

## 海軍生涯
戴維森曾擔任美國艦隊司令部海上行動主任，美國國務院阿富汗和巴基斯坦特別代表（SRAP）的高級軍事顧問，以及美國J-5局戰略與政策副主任。

## 南海議題
美國《新聞週刊》於2018年4月20日報導，戴维森在美國參議院軍事委員會的美國國會聽證會上公開表示：中华人民共和国在南海領海範圍擁有權爭議上，與包括汶萊、印尼、馬來西亞、菲律賓、中華民國與越南等在南海領海進行競爭，目前中華人民共和國在南海地區追求霸權，美國可能會與中華人民共和國發生軍事衝突。
台灣《蘋果日報》於2021年3月10日報導，戴維森周二出席聯邦參議院軍事委員會聽證會時說：「我擔心他們（中华人民共和国）正加速其野心，有意在2050年前取代美國在以規範為主導的國際社會地位。」戴維森接著說：「在他們達成此目標之前，台灣很明顯是他們的優先目標。我認為，此威脅（武统台湾）在未來10年是相當顯著的，老實說，很可能就在未來6年內。」

## 荣誉

### 外国勋章奖章
- 旭日大绶章（日本，2021年3月30日公布[3]，2021年4月12日于东京防卫省颁发[4][5]）
- 保国勋章统一章（韩国，2021年4月13日于首尔国防部大楼颁发[6]）
- 功绩奖章（军事）（英语：Pingat Jasa Gemilang (Tentera)）（新加坡，2021年4月16日颁发[7]）